# Liste der Biografien/Hia
Liste der Biografien |
Portal Biografien |
Personensuche
# |
A |
B |
C |
D |
E |
F |
G |
H |
I |
J |
K |
L |
M |
N |
O |
P |
Q |
R |
S |
T |
U |
V |
W |
X |
Y |
Z |
?
 
Ha |
Hd |
He |
Hi |
Hj |
Hk |
Hl |
Hm |
Hn |
Ho |
Hr |
Hs |
Ht |
Hu |
Hv |
Hw |
Hy
 
Hia |
Hib |
Hic |
Hid |
Hie |
Hif |
Hig |
Hih |
Hii |
Hij |
Hik |
Hil |
Him |
Hin |
Hio |
Hip |
Hir |
His |
Hit |
Hiv |
Hiw |
Hix |
Hiy |
Hiz
Die Liste der Biografien führt alle Personen auf, die in der deutschsprachigen Wikipedia einen Artikel haben. Dieses ist eine Teilliste mit 6 Einträgen von Personen, deren Namen mit den Buchstaben „Hia“ beginnt.

## Hia

### Hiaa
- Hiaasen, Carl (* 1953), US-amerikanischer Journalist und Schriftsteller

### Hian
- Hian, Eng (* 1977), indonesischer Badmintonspieler

### Hiao
- Hiao, Kham († 1353), König in Rajadharani Sri Sudhana (Luang Prabang)

### Hias
- Hias (1950–2007), österreichischer Sänger, Entertainer und ZiehharmonikaspielerHias (1950–2007)

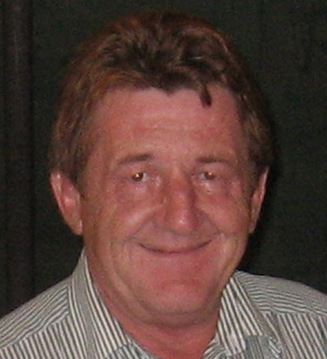
Hias (1950–2007)

### Hiat
- Hiatt, John (* 1952), US-amerikanischer Gitarrist, Pianist und Singer-Songwriter

### Hiaw
- Hiawatha, indianischer Häuptling, Initiator des Irokesenbundes